# Grande moglie
Grande moglie è un titolo onorifico applicato alla principale sposa femminile nelle unioni poligamiche africane. È ampiamente utilizzato dalle mogli reali e aristocratiche contemporanee negli Stati di tutto il continente moderno come sinonimo di consorte (ad esempio, Mantfombi Dlamini di eSwatini, che un tempo servì come consorte principale di un re Zulu, lo portava come titolo).

## Storia
Nell'antico Egitto, la consorte principale del Faraone era conosciuta come la Grande sposa reale. Presiedeva l'harem del marito e svolgeva una serie di funzioni sacerdotali nel regno. Una Grande sposa reale era anche conosciuta come  Buona sposa.
Le Buone spose erano le padrone di casa della casa in cui si erano sposate e diventavano capo dell'harem della casa. Nel corso della storia, il termine harem è stato sempre meno definito rispetto alle definizioni utilizzate nei periodi moderni. Nelle civiltà islamiche e nei paesi musulmani, un "harem" era definito come un'area o uno spazio di privacy e isolamento per le donne della famiglia, indipendentemente dal fatto che fossero mogli o meno.
Nel Kush e in altri stati africani del periodo precoloniale, le principali consorti reali spesso funzionavano più o meno allo stesso modo.

## Ruolo
La Grande sposa reale più conosciuta fu Nefertari, che sposò Ramses II, il che, per posizione e status reale, la rese la Grande sposa reale. Come è noto nel corso della storia, la regina o l'amante del re ha avuto un ruolo di supporto, anche se nella storia queste donne al potere hanno avuto un'influenza sostanziale sugli affari del regno.
La Grande sposa reale aveva molti ruoli, ma uno dei più noti era quello di sorvegliare l'harem del re, dove erano ospitate le mogli, ma in alcuni regni anche quelle in stretta relazione con il re. Nefertari è un esempio di come interpretare il ruolo della Grande sposa reale; nella storia ha avuto una grande influenza nel contributo alla cultura egizia. Ha svolto un ruolo cruciale dietro le quinte nella famiglia reale, e ciò si rifletteva sul ruolo che oggi si percepisce di avere una Grande sposa reale.

## Oggi
La pratica di creare Grandi mogli, con le più anziane spose poligamiche dei reali e degli aristocratici africani contemporanei spesso chiamate le loro Grandi mogli, è continuata fino ad oggi. Oltre alla regina degli Zulu, i detentori contemporanei del titolo hanno incluso le numerose portatrici dell'attributo Olori Agba dello Yorubaland e la principale consorte degli Ingwenyama di eSwatini.
Quando si considera il termine più generico per indicare il coniuge principale in una famiglia poligamica, le tradizioni relative alle Grandi mogli variano; nel diritto consuetudinario nigeriano, una moglie subordinata che manca di rispetto alla Grande moglie nella sua famiglia è stata usata come motivo per il divorzio del marito, mentre nel diritto consuetudinario dell'Africa meridionale, la Grande moglie riconosciuta è colei attraverso il quale viene calcolata l'eredità.

### Elenco
| Dinastia | Nome              | Marito              | Note                                  |
| -------- | ----------------- | ------------------- | ------------------------------------- |
| Dlamini  | Nomsah Matsebula  | Mswati III          | Regina di eSwatini (1986 - in carica) |
| Zulu     | Mantfombi Dlamini | Goodwill Zwelithini | Regina degli Zulu (1977 - 2021)       |
| Oranyan  | Abibat Adeyemi    | Lamidi Adeyemi III  | Regina di Oyo (1970 - 2022)           |